# 65C02

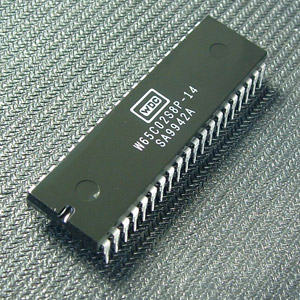
WDC W65C02S8p-14

65C02 — микропроцессор, разработанный фирмой Western Design Center (WDC) на основе архитектуры MOS Technology 6502 и впоследствии выпускавшийся также рядом других фирм, таких как NCR, GTE, Rockwell International, SynerTek и Sanyo.
Советская промышленность также выпускала совместимый с 65C02 микропроцессор 4.К602ВМ1 для использования в военных встраиваемых системах.

## Характеристики
Полное название — W65C02S. Процессор изготовлен по технологии КМОП. Буква «S» означает наличие полностью статического ядра, что позволяет снизить частоту или полностью остановить основной тактовый сигнал (Ø2) без потери данных.
W65C02S 8-битный (имеющий 8-битные регистры и шину данных) с 16-битными счётчиком команд и шиной адреса микропроцессор общего назначения с низким энергопотреблением. Наличие системы команд с переменной длиной и вручную оптимизированный размер ядра делают W65C02S подходящим для проектирования маломощных систем на кристалле.
WDC опубликовала описание ядра 65C02 на языке Verilog для использования в проектах для ASIC и ППВМ. Компания также предоставляет систему разработки, включающую отладочную плату, внутрисхемный эмулятор и систему разработки программного обеспечения.

### Основные логические характеристики
- 8-битная шина данных
- 16-битная шина адреса (обеспечивающая адресное пространство 64 килобайт)
- 8-битное арифметическо-логическое устройство (АЛУ)
- 8-битные регистры:
  - аккумулятор
  - указатель стека
  - индексные регистры
  - регистр флагов
- 16-битный счётчик команд
- 69 команд, реализуемых 212 кодами операций
- 16 режимов адресации

### Электрические характеристики
- Напряжение питания от 1,71 В до 5,25 В
- Потребляемый ток 0,15 и 1,5 мА на мегагерц тактовой частоты при напряжении питания 1,89 В и 5,25 В соответственно
- Максимальная тактовая частота 2 и 14 мегагерц при напряжении питания 1,8 и 5 В соответственно

Процессор 65C02 может работать при любом напряжении питания (VDD) от 1,8 до 5 Вольт (±5%). Нет версий чипа для разных напряжений питания. В документации приводятся графики, показывающие как различные параметры (потребляемый ток, максимальная тактовая частота) изменяются с изменением напряжения питания.

## Отличия 65C02 от 6502
- технология CMOS вместо NMOS
- дополнительные инструкции, в том числе PHX, PLX, PHY, PLY, BRA (BRanch Always), STZ (STore Zero to memory), STP (StoP mode), WAI (WAIt for interrupt) RMB (Reset Memory Bit), SMB (Set Memory Bit), BBR (Branch on Bit Reset), BBS (Branch on Bit Set), TRB (Test and Reset memory Bit), TSB (Test and Set memory Bit)
- два новых режима адресации (ZP) и (M,X) и использование новых комбинаций режимов адресации с инструкциями: INC A, DEC A, BIT M,X, JMP (M,X), ORA (ZP), AND (ZP), EOR (ZP), ADC (ZP), STA (ZP), LDA (ZP), CMP (ZP), SBC (ZP)
- вместо недокументированных кодов операций реализованы NOP’ы различной длины
- исправлена ошибка в инструкции безусловного косвенного перехода JMP (M), проявлявшаяся в случае, если M пересекала границу страницы памяти
- флаг D инициализируется (сбрасывается) после ресета или прерывания
- флаг N можно использовать в десятичном режиме

## Примеры использования 65C02
- Модели Apple IIc и Apple //e из семейства компьютеров Apple II
- Компьютер BBC Master фирмы Acorn Computers Ltd
- Игровые приставки Atari Lynx (65SC02 @ 4 MHz), NEC TurboGrafx-16 (также PC Engine) (HuC6280 @ 1.78 MHz и 7.16 MHz), Time Top GameKing (6 MHz), Watara Supervision (65SC02 @ 4 MHz)
- Картридж акселератора TurboMaster для компьютера Commodore 64 (65C02 @ 4.09 MHz)
- Шахматный компьютер Mephisto MMV (4-20 MHz)

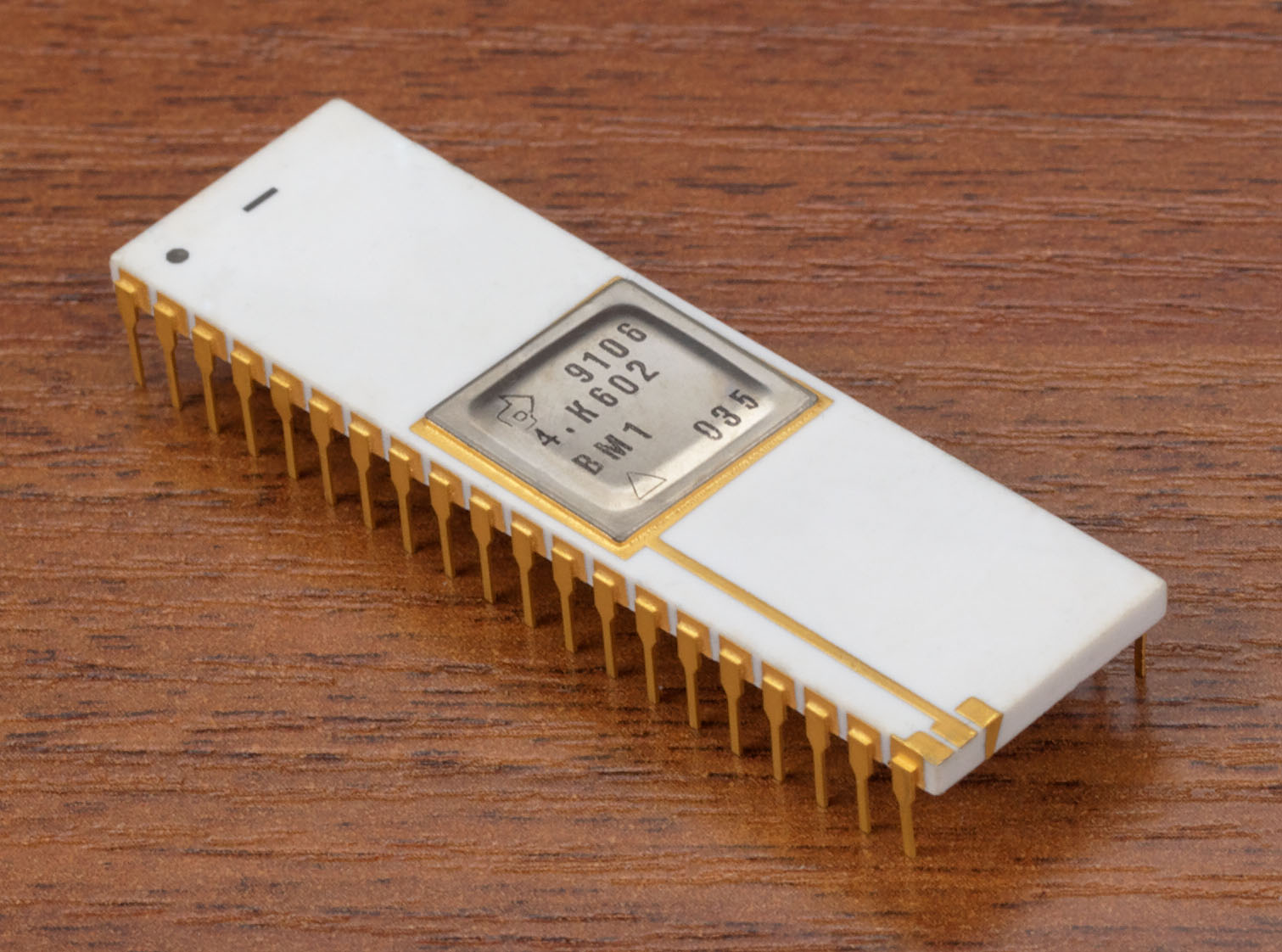
4.К602ВМ1 (СССР)

- Встроенные системы

## Особенности советского микропроцессора 4.К602ВМ1
Советский вариант микропроцессора 65С02 был разработан в конце 1980-х годов в московском Научно-исследовательском центре физики и технологии НИЦФТ (НПО Физика). В качестве основы был использован микропроцессор R65C02P2 фирмы Rockwell. Микропроцессор 4.К602ВМ1 с приёмкой 5 (диапазон рабочей температуры −60…+125 °C) обеспечивал работу на частоте до 1 МГц, с приёмкой ОТК (диапазон температуры 0…+70 °C) — до 2 МГц. Особенностью использованного НИЦФТ технологического процесса была возможность высоковольтного (до 18 В) питания микропроцессора, что обеспечило ему высокий «разгонный» потенциал. В частности, при питании напряжением 15 В была получена устойчивая работа микропроцессора на частоте 5 МГц.